# Al-Madina Trípoli

El Almadina Sports Club es un equipo de fútbol de Libia que juega en la Liga Premier de Libia, la liga de fútbol más importante del país.

## Historia
Fue fundado en el año 1953 en la capital Trípoli, quien ha sido campeón nacional en 3 ocasiones, 2 veces campeón de copa, otras 2 veces ha sido finalista y 1 supercopa.
Ha participado en los torneos continentales en 6 ocasiones, donde nunca ha avanzado más allá de la segunda ronda.

## Palmarés
- Liga Premier de Libia: 3

1976, 1983, 2001
- Campeonato del la Provincia de Trípoli: 3

1959, 1960, 1976
- Copa de Libia: 3

1977, 1990
- - Finalista: 2

2008, 2010
- Supercopa de Libia: 1

2001

## Participación en competiciones de la CAF
| Temporada | Torneo                            | Ronda | Club             | Casa  | Visita | Global  |
| --------- | --------------------------------- | ----- | ---------------- | ----- | ------ | ------- |
| 1977      | Copa Africana de Clubes Campeones | 1     | Olympic FC       | 2-2   | 4-2    | 6-4     |
| 1977      | Copa Africana de Clubes Campeones | 2     | Al-Ahly          | 1-0   | 2-7    | 3-7     |
| 1978      | Recopa Africana                   | 1     | MA Hussein Dey   | 1-1   | 1-2    | 2-3     |
| 1984      | Copa Africana de Clubes Campeones | 1     | MAS Fez          | 0-0   | 1-2    | 1-2     |
| 1988      | Recopa Africana                   | 1     | Real Republicans | w.o.1 | w.o.1  | w.o.1   |
| 1991      | Recopa Africana                   | 1     | Ground Force     | w.o.2 | w.o.2  | w.o.2   |
| 1991      | Recopa Africana                   | 2     | BCC Lions        | 0-0   | 0-2    | 0-2     |
| 2002      | Liga de Campeones de la CAF       | 1     | Akonangui FC     | 3-1   | 2-4    | 5-5 (a) |
| 2002      | Liga de Campeones de la CAF       | 2     | Espérance ST     | 2-1   | 0-4    | 2-5     |

1- Al Madina abandonó el torneo.

2- Ground Force abandonó el torneo.